# 金京拓司
金京 拓司（きんきょう たくじ、1963年 - ）は、日本の財務官僚、経済学者。専門分野は国際金融論。

## 来歴
東京都生まれ。京都大学経済学部卒業。1986年 大蔵省入省。大臣官房調査企画課配属。1991年7月10日 日立税務署長。1996年7月 国際金融局調査課長補佐（総括・企画・調査）。1997年7月　国際金融局開発機関課長補佐（総括）。1999年7月 国際金融局国際収支課長補佐（総括・企画・国際収支一・二）。2000年7月 国際金融情報センターロンドン事務所長。2004年5月 ロンドン大学東洋アフリカ研究学院経済学研究科博士課程修了。Ph.D修得。2005年7月13日 財務省大臣官房信用機構課機構業務室長兼国際局地域協力課。2006年7月28日 国際局国際機構課企画官。2008年5月31日 退官、神戸大学大学院経済学研究科教授。

## 所属学会
- 日本経済学会
- 日本金融学会
- アジア政経学会